# 로이 E. 디즈니

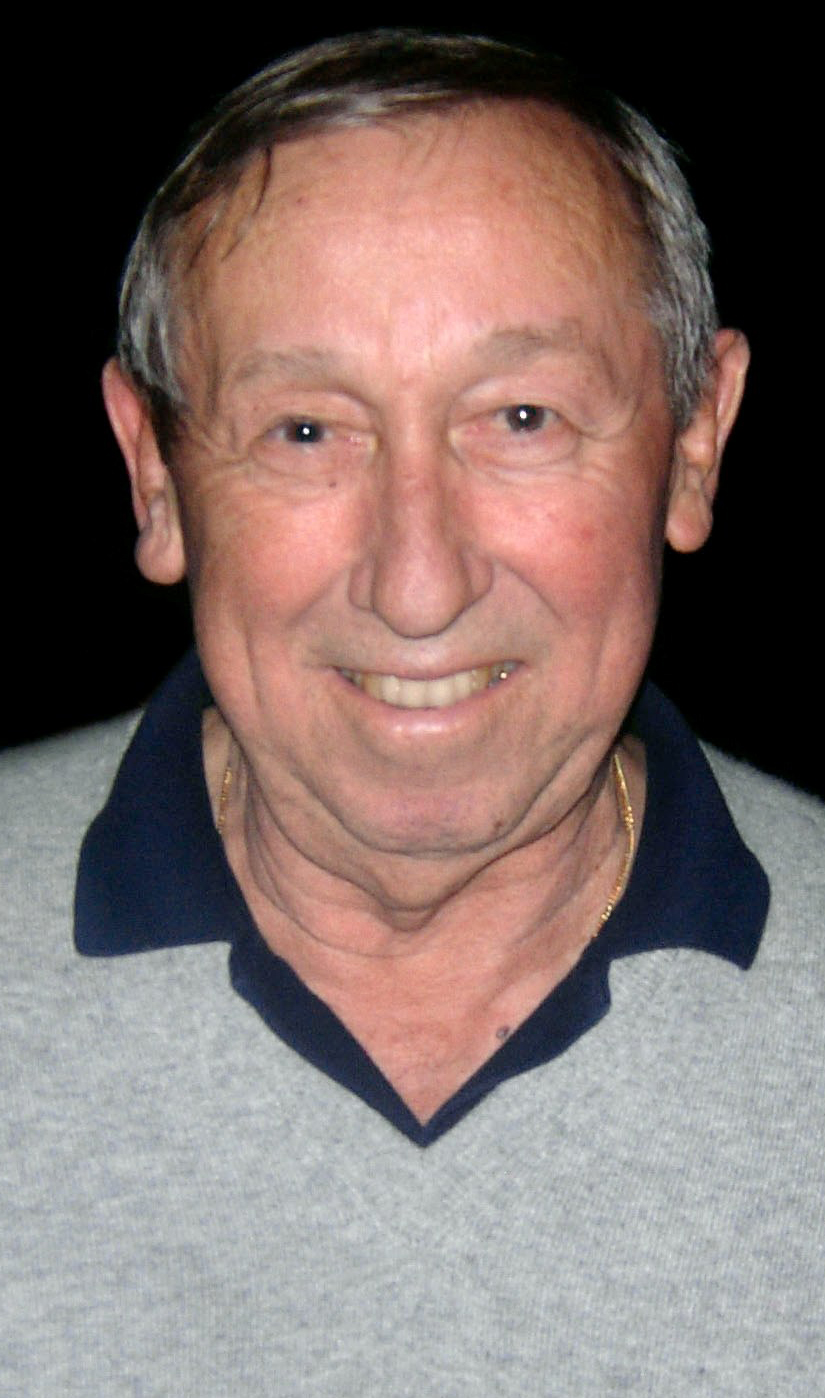
로이 에드워드 디즈니

로이 에드워드 디즈니(Roy Edward Disney, 1930년 1월 10일 ~ 2009년 12월 16일)는 미국의 기업인이다. 월트 디즈니 컴퍼니의 공동 창업자 로이 O. 디즈니의 아들이며, 월트 디즈니의 조카이다. 디즈니 사의 경영에 활발하게 참여한 디즈니 가문의 마지막 인물로, 경영진 CEO 론 밀러와 마이클 아이즈너를 쫓아 낸 것으로도 잘 알려져 있다.